# Isabela (Negros Occidental)
Isabela, municipio de tercera clase en las provincia de Negros Occidental, Filipinas. Según el censo del año 2000, tiene una población de 48,719 personas en 9,469 hogares. Isabela es también conocida por BISCOM, sigla de Binalbagan Isabela Sugar Company (en español Compañía Azucarera Isabela Binalgaban).

## Barangays
Isabela se subdivide políticamente en 30 barangays.
| - Amin - Banogbanog - Bulad - Bungahin - Cabcab - Camangcamang - Camp Clark - Cansalongon - Guintubhan - Libas - Limalima - Makilignit - Mansablay - Maytubig - Panaquiao | - Barangay 1 (Pob.) - Barangay 2 (Pob.) - Barangay 3 (Pob.) - Barangay 4 (Pob.) - Barangay 5 (Pob.) - Barangay 6 (Pob.) - Barangay 7 (Pob.) - Barangay 8 (Pob.) - Barangay 9 (Pob.) - Riverside - Rumirang - San Agustín - Sebucawan - Sikatuna - Tinongan |